# Cercando la Garbo
Cercando la Garbo (Garbo talks) è un film del 1984 diretto da Sidney Lumet, con protagonista Anne Bancroft e la partecipazione di Ron Silver, Carrie Fisher e Betty Comden.
Per il ruolo di Estelle Rolfe la Bancroft fu candidata al Golden Globe. Nonostante recensioni positive da parte della critica, il film non ottenne un buon risultato al box office.

## Trama
Malata di un tumore al cervello, una donna chiede al figlio di esaudire un desiderio che è stato l'ossessione della sua vita: incontrare Greta Garbo. Egli dopo una serie di disavventure riuscirà a esaudire il desiderio della madre.